# Koeienboleet
De koeienboleet (Suillus bovinus) is een eetbare paddenstoel uit de familie Suillaceae. De soort is goed herkenbaar aan zijn relatief licht bruine kleur, glibberige hoed, aflopende, wijde buisjes en steel zonder klierpuntjes. Veel koeienboleten worden begeleid door de roze spijkerzwam.

## Eigenschappen
Hoed
De hoed heeft een diameter van 4 tot 7 cm en is gewelfd of onregelmatig. Bij vocht wordt het oppervlak van de hoed kleverig, bij droogte gaat deze glanzen. De kleur varieert van geelbruin tot rozebruin met een lichtere rand.
Steel
De steel is 3 tot 9 cm hoog en 0,5 tot 2 cm dik. Hij is cilindrisch, naar beneden toelopend, heeft dezelfde kleur als de hoed, is fijn gestreept, met wit tot bleekroze myceliumvilt aan de voet. Er is geen manchet.
Vlees
Het vlees in steel is stevig, in hoed zacht, vrij dun, wit tot geelachtig, niet verkleurend. 
Buisjes en poriën
De buisjes lopen af op de steel zijn groot (3 tot 10 mm lang), onregelmatig en onderverdeeld in nauwere buisjes. De kleur is olijfkleurig tot geelbruin, later okerkleurig. De poriën zijn wijd, grof, samengesteld hoekig met tussenschotjes.
Sporenprint
De sporenprint is olijfbruin. 

### Microscopische kenmerken
De sporen zijn spoelvormig en meten 7 - 11 × 3 - 5 µm.

### Vlees
Het vlees is geel- of rozeachtig. In de steel is het roodachtig.

## Ecologie
Hij is van juli tot november vaak te vinden in dennenbossen en heidevelden in heel Europa. Hij leeft als mycorrhizasymbiont van tweenaaldige dennen (Pinus sylvestris, Pinus nigra). Zelden komt hij voor bij Spar (Picea). Hij komt voor in jonge tot volwassen naald- en gemengde bossen op voedselarme, zure tot basische, strooiselarme, vochtige tot droge zandgrond, ook bij vliegdennen op de heide.

## Culinaire waarde
De koeienboleet is eetbaar, maar de smaak is slechts matig. Als hij jong is, is hij geschikt als gemengde paddenstoel of als smaakmaker voor paddenstoelen; oudere exemplaren worden vaak opgegeten door ongedierte en hebben zacht, taai vruchtvlees.

## Foto's

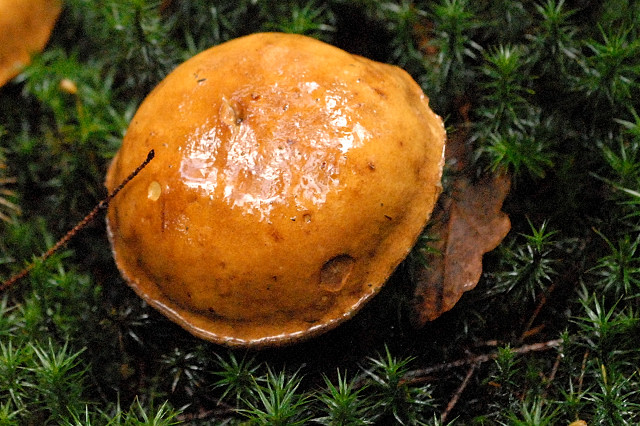
Hoedoppervlak
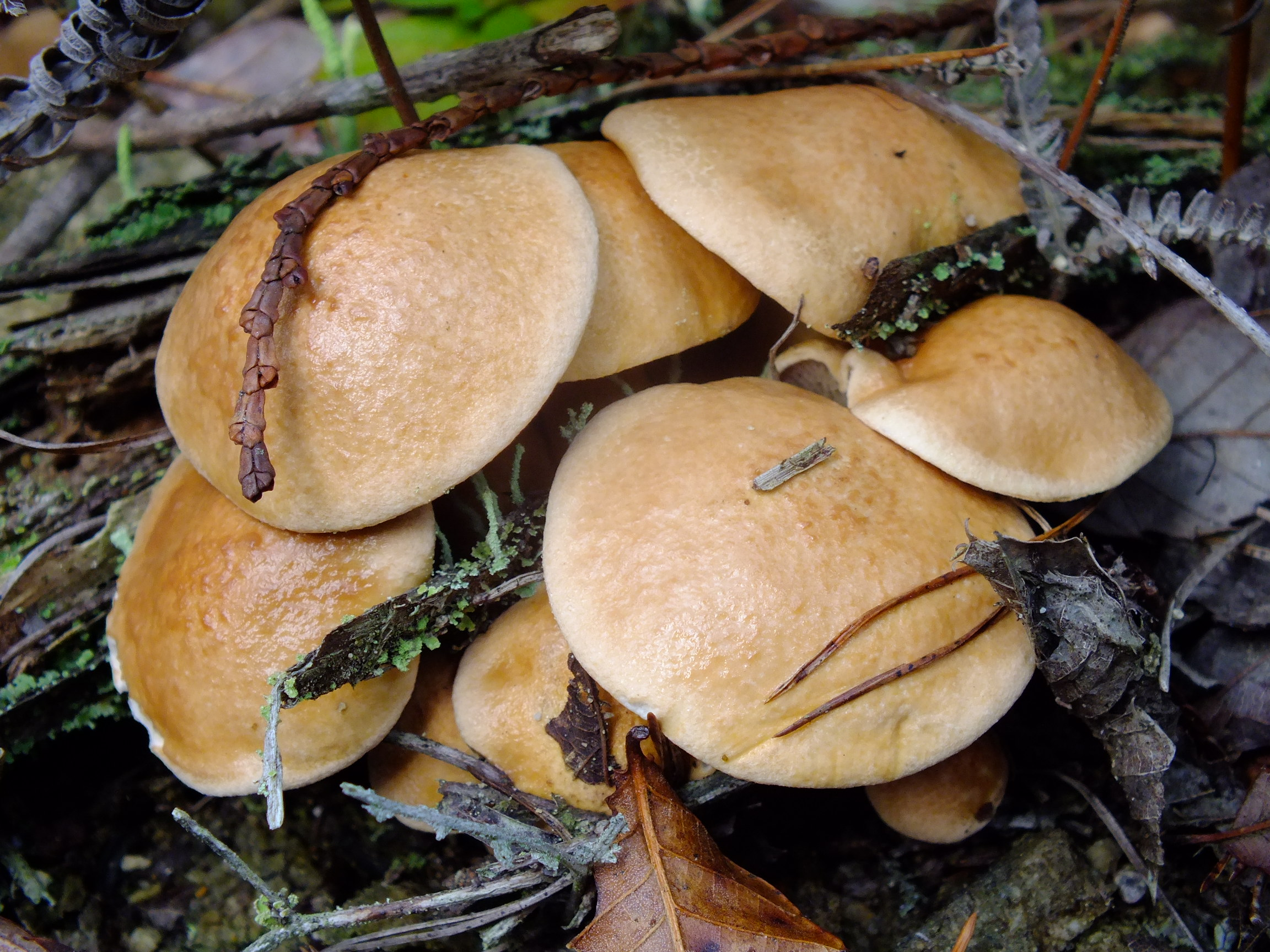
Hoedoppervlak
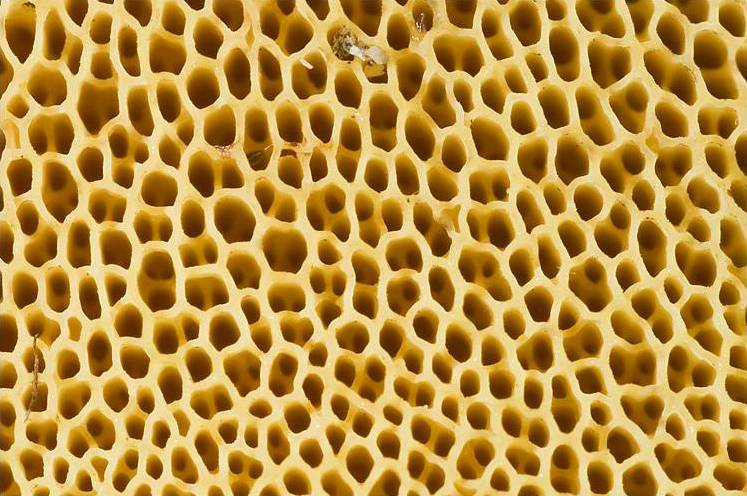
Poriën
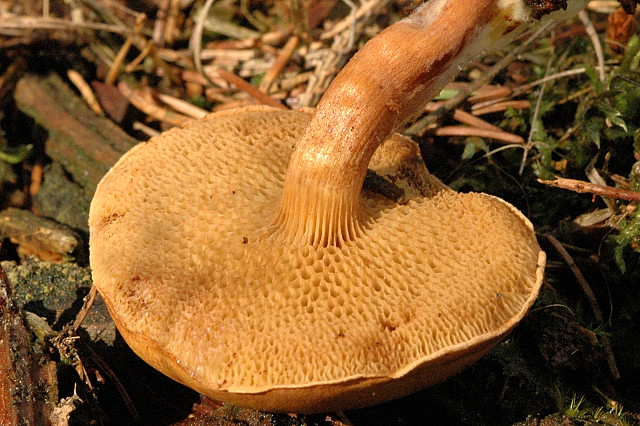
Poriën
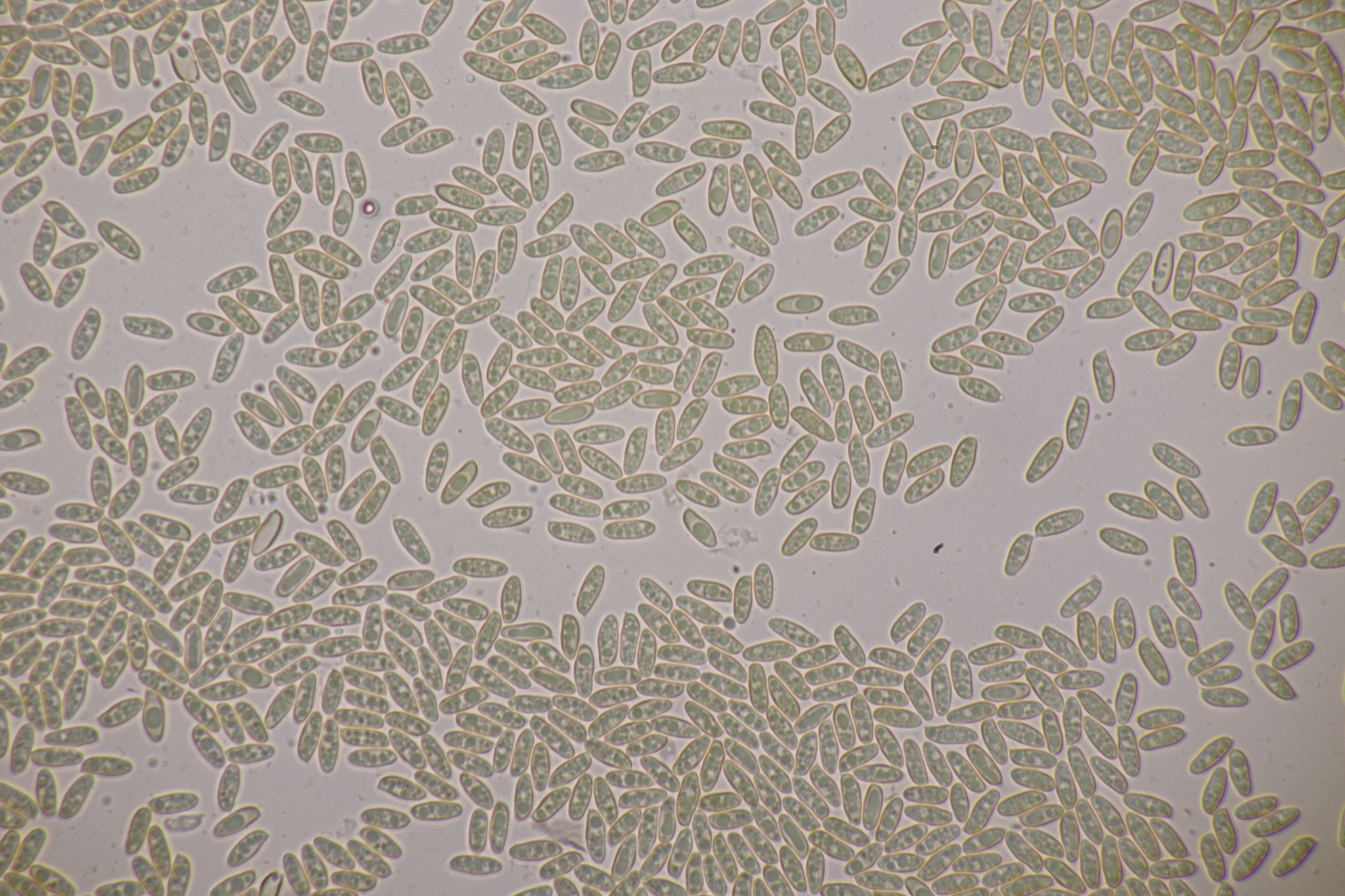
Sporen
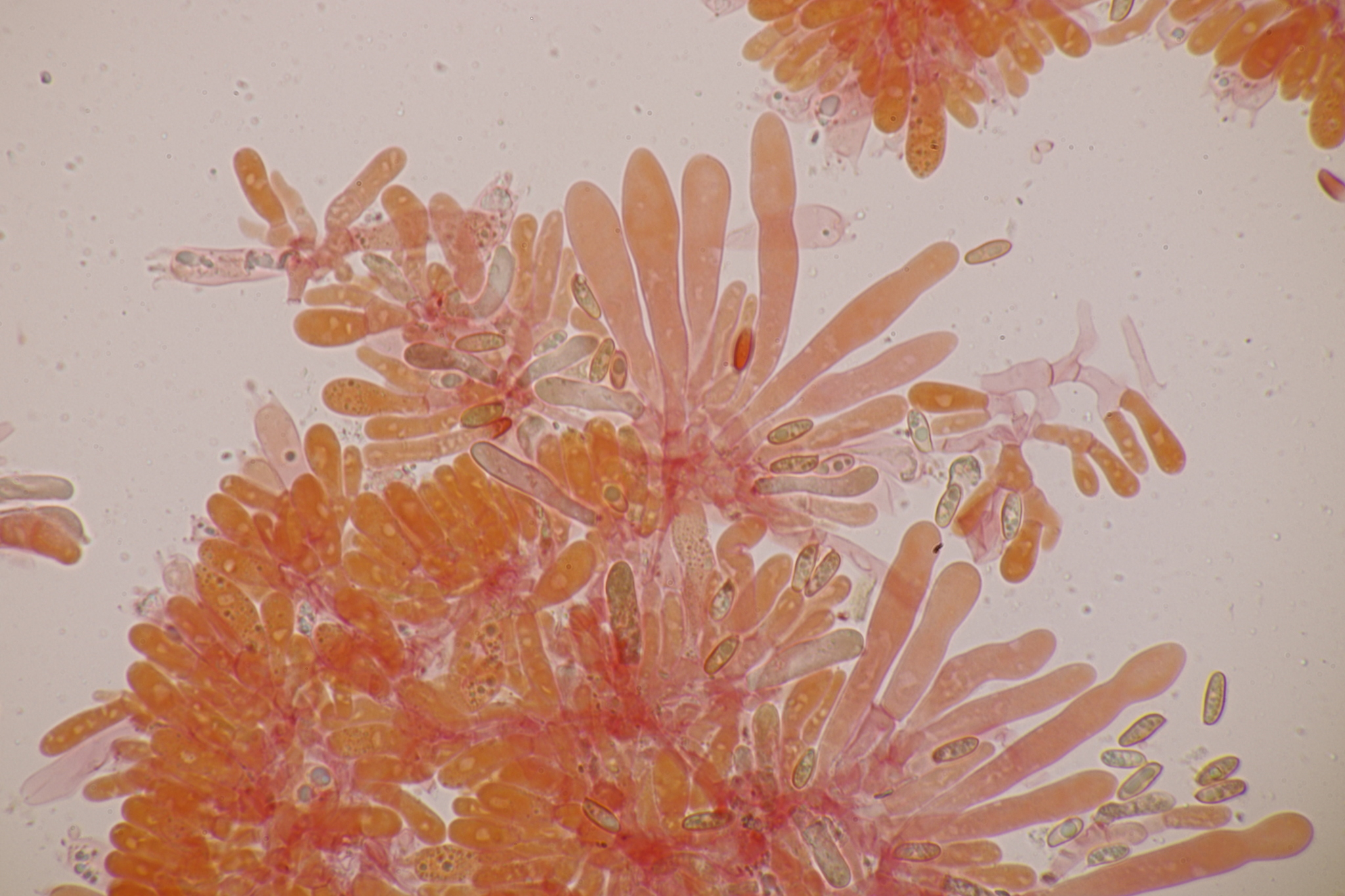
Basidia